# La 33 de vaduri
Rezervația peisagistică „La 33 de vaduri” este o arie protejată, situată în nord-vestul Republicii Moldova, la sud de satul Naslavcea, raionul Ocnița (ocolul silvic Ocnița, Bîrnova, parcela 4; Verejeni-Bîrnova, parcela 5). Are o suprafață de 184 ha. Obiectul este administrat de două organizații: Gospodăria Silvică de Stat Edineț (168 ha) și Întreprinderea Agricolă „Vatutin” (16 ha). Este cea mai nordică rezervație peisagistică din republică.

## Descriere
Rezervația reprezintă un micro-complex de diverse monumente naturale și arheologice cu deosebite calități peisagistice situate în fragmentul de povârniș înconjurat de afluenții râulețului Chisărău — Bîrnova și Gîrbova. Canionul înconjoară satul din partea sudică. Se întâlnesc depuneri cretacice, tortonice și sarmatice. De exemplu, la nord de Naslavcea se află aflorimente de cremene de diferite nuanțe, de la roz până la negru, care reprezintă un monument natural geologic — aflorimentul de cremene compactă de lângă satul Naslavcea. Albia Chisărăului pe alocuri este întretăiată de vaduri, de aici provenind și denumirea rezervației. În trecut, la numeroasele vaduri funcționau mori de apă.
Valea din stânga râului este acoperită de o pădure cu carpeni și stejari răsăriți în anii 1950-1970 și specii de plante rare: sorb, drăcilă, luntricică, ferigi, albiță, șiverechie, iarba surzilor, urechelniță, gușa porumbarului ș.a.

## Galerie de imagini

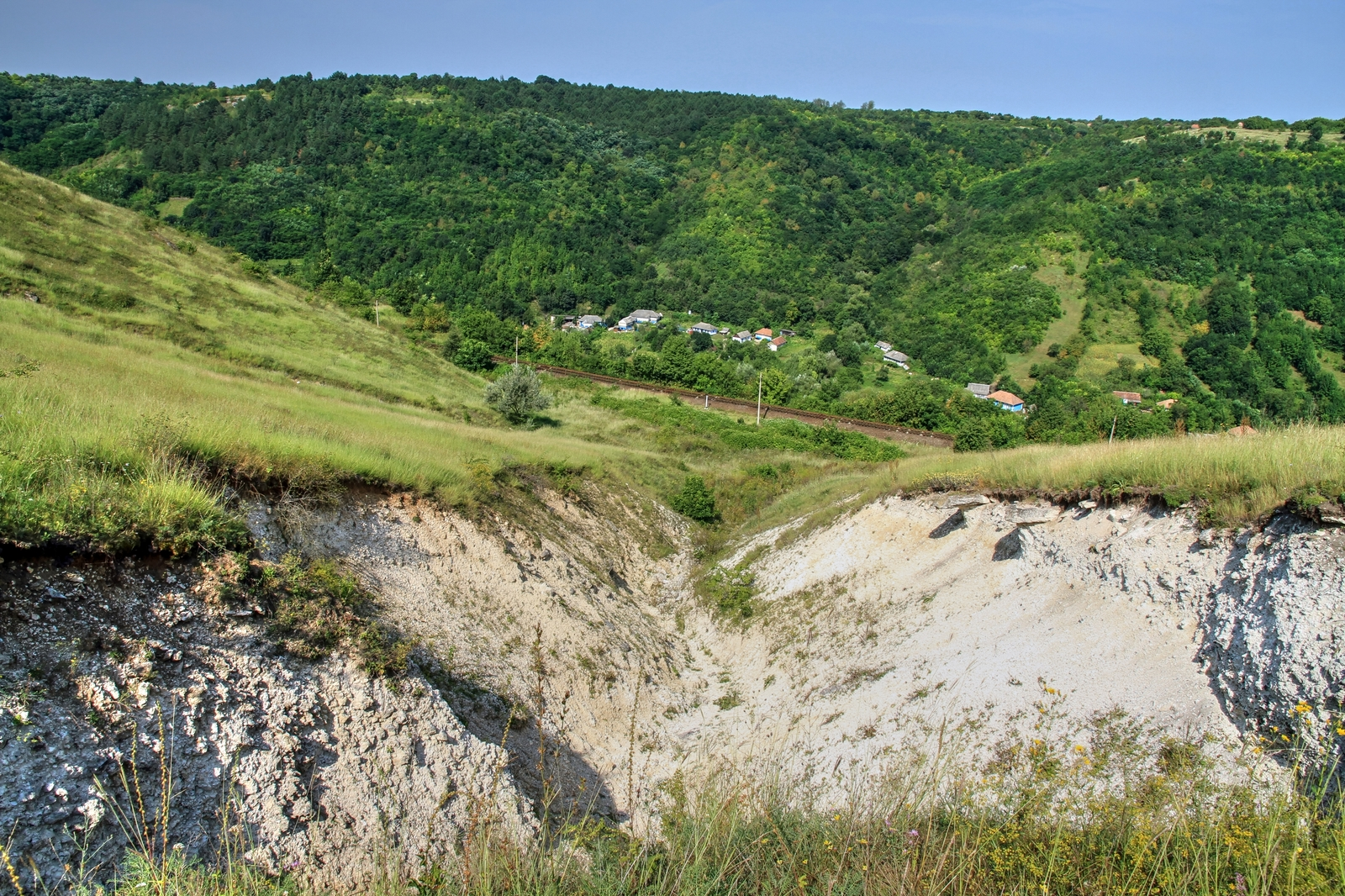
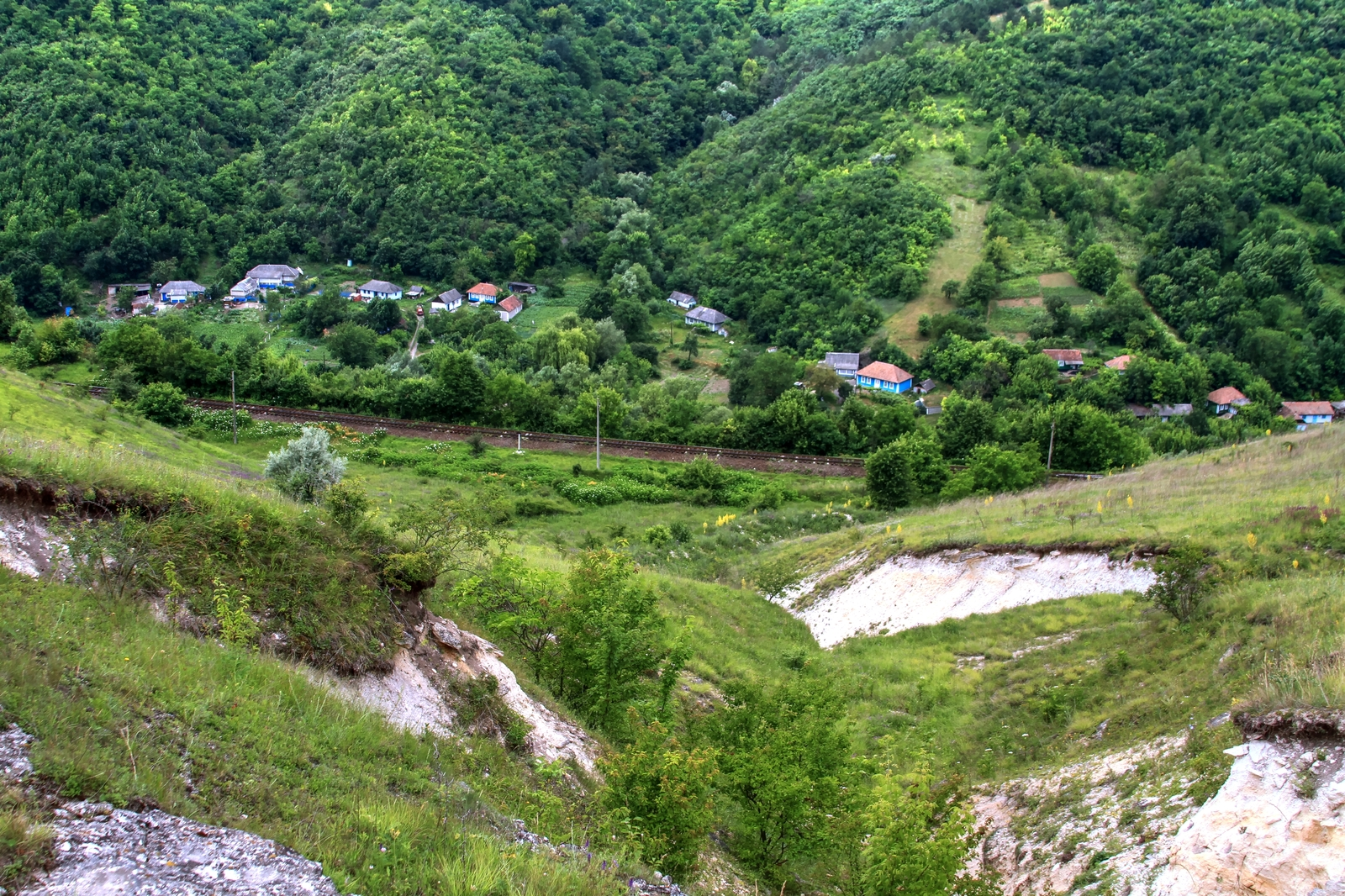
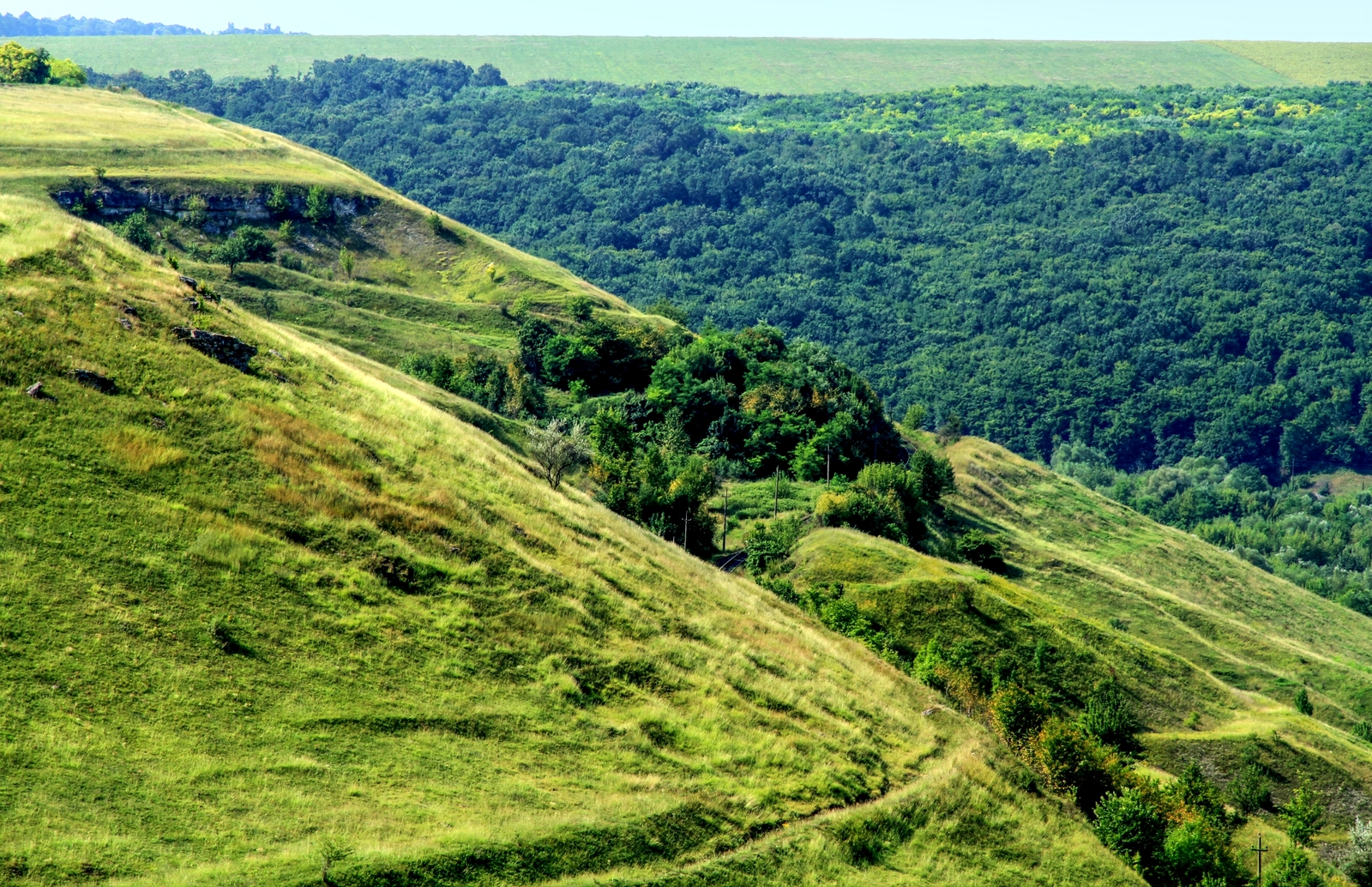
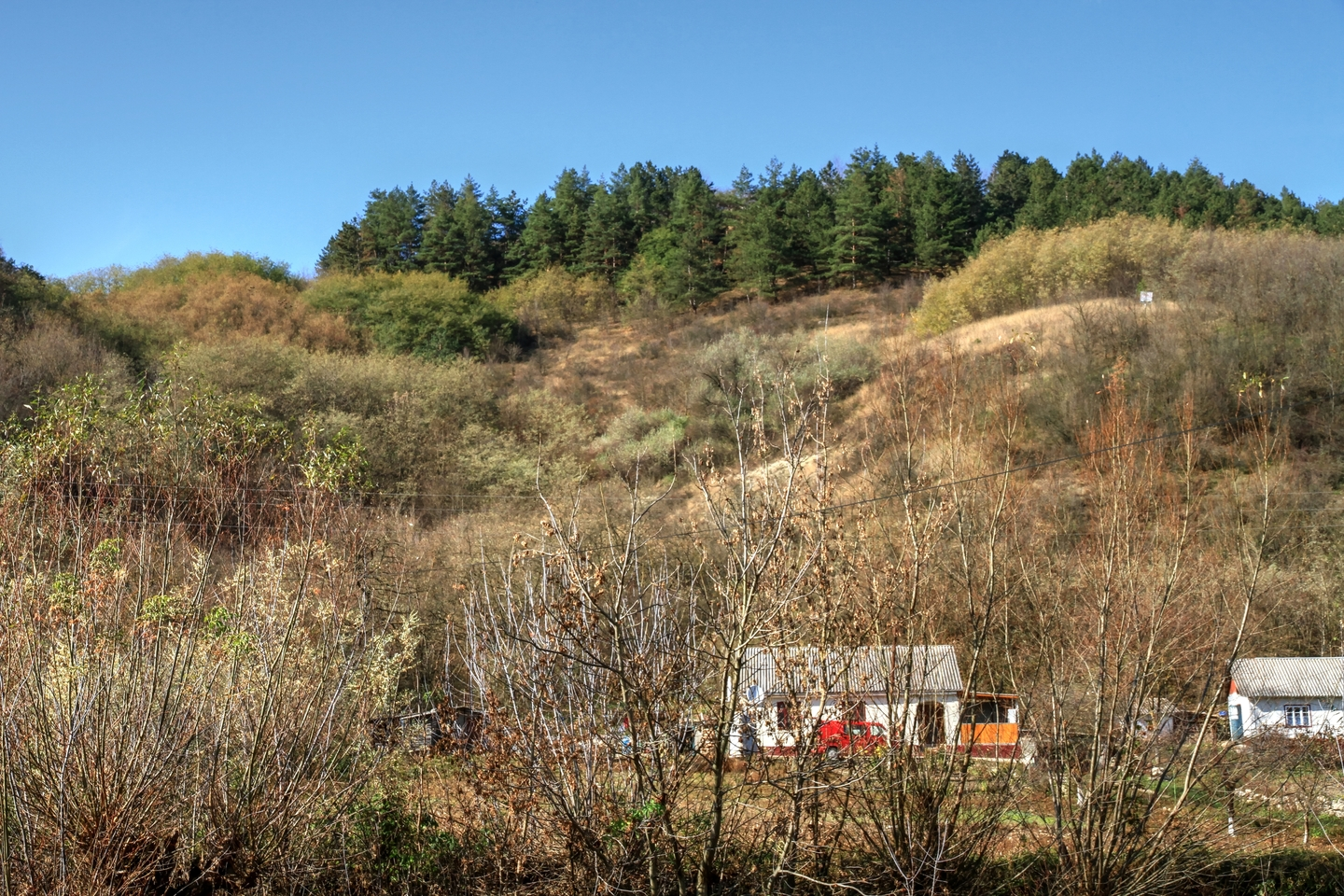
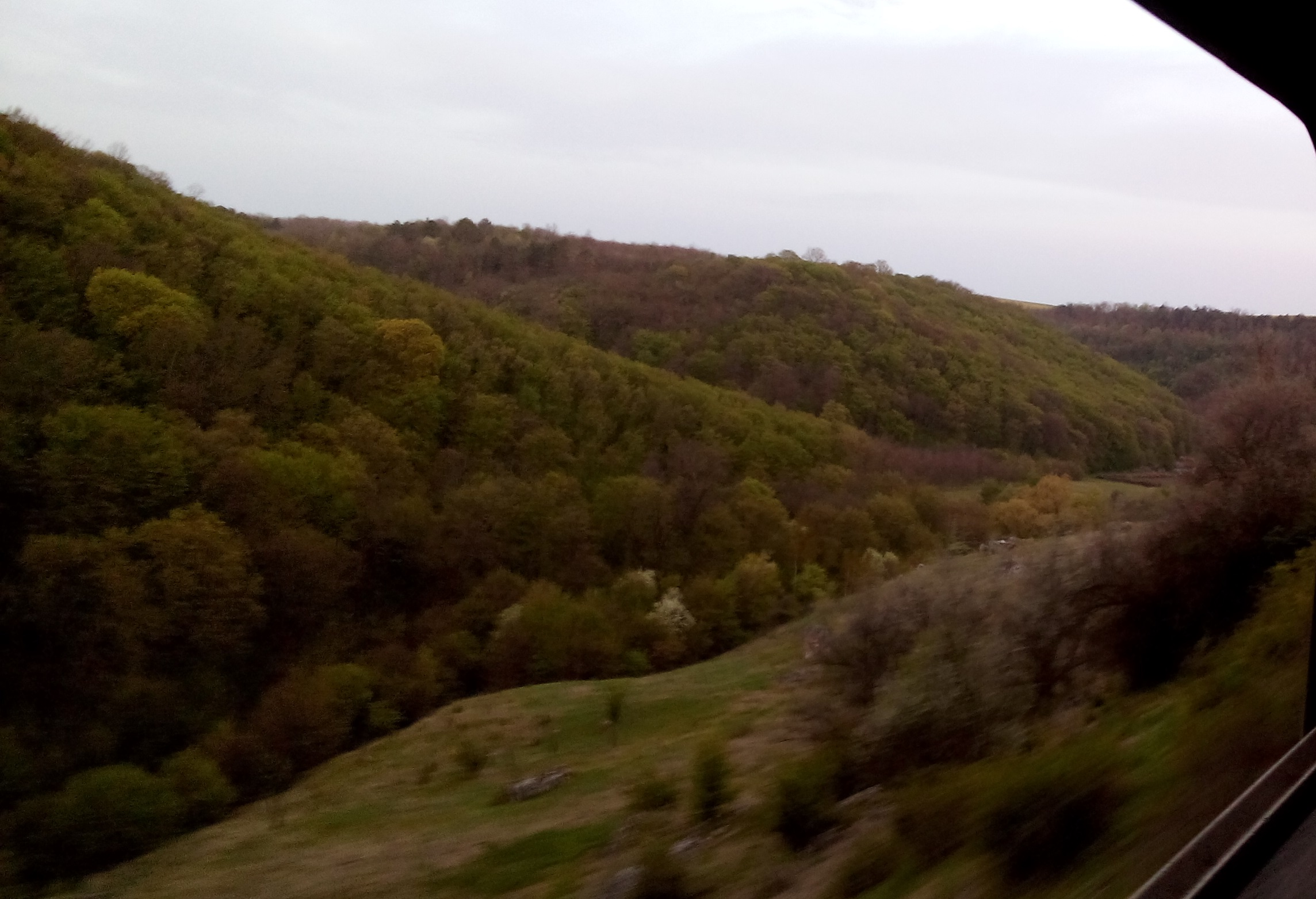
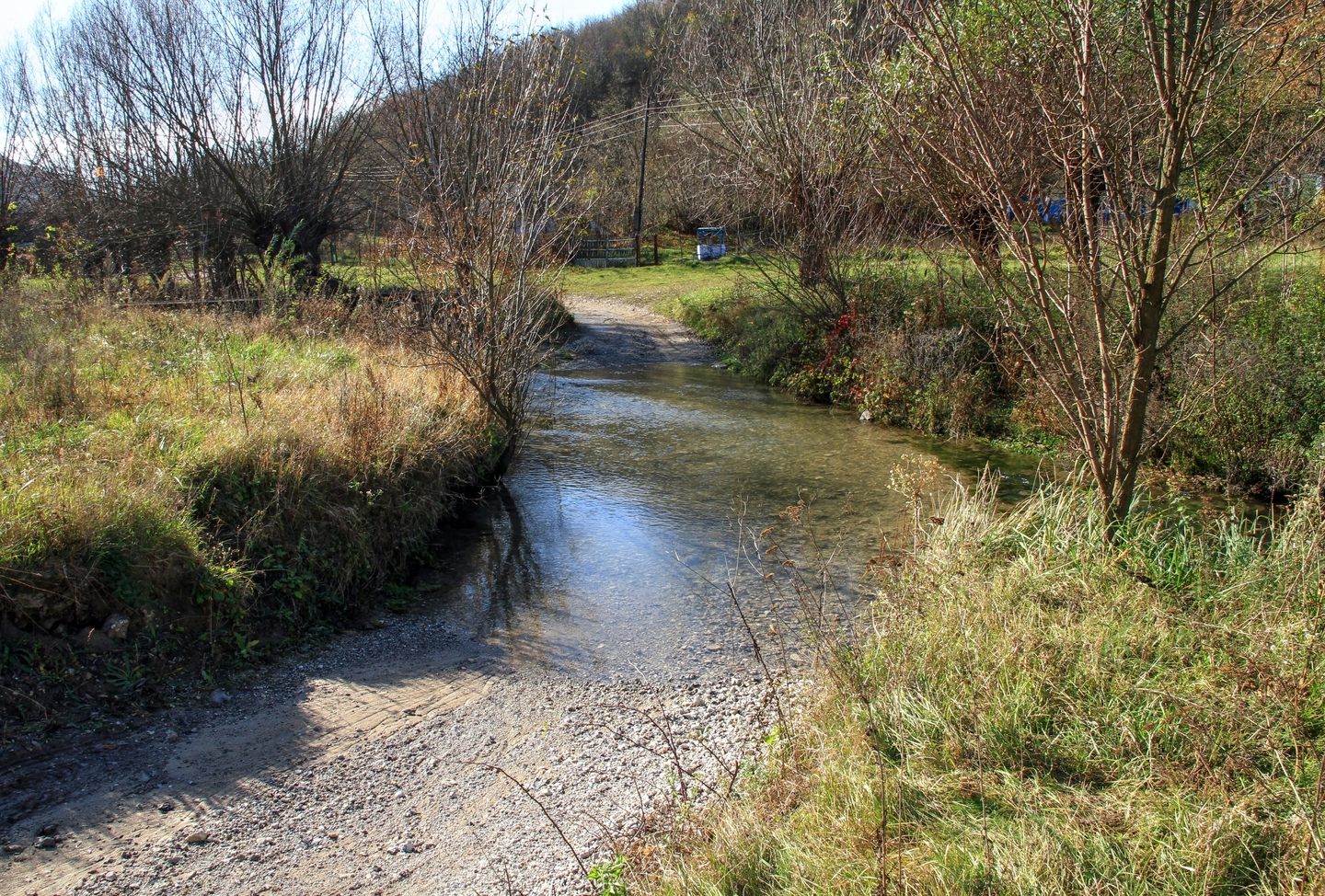
Pârâul Chisălău
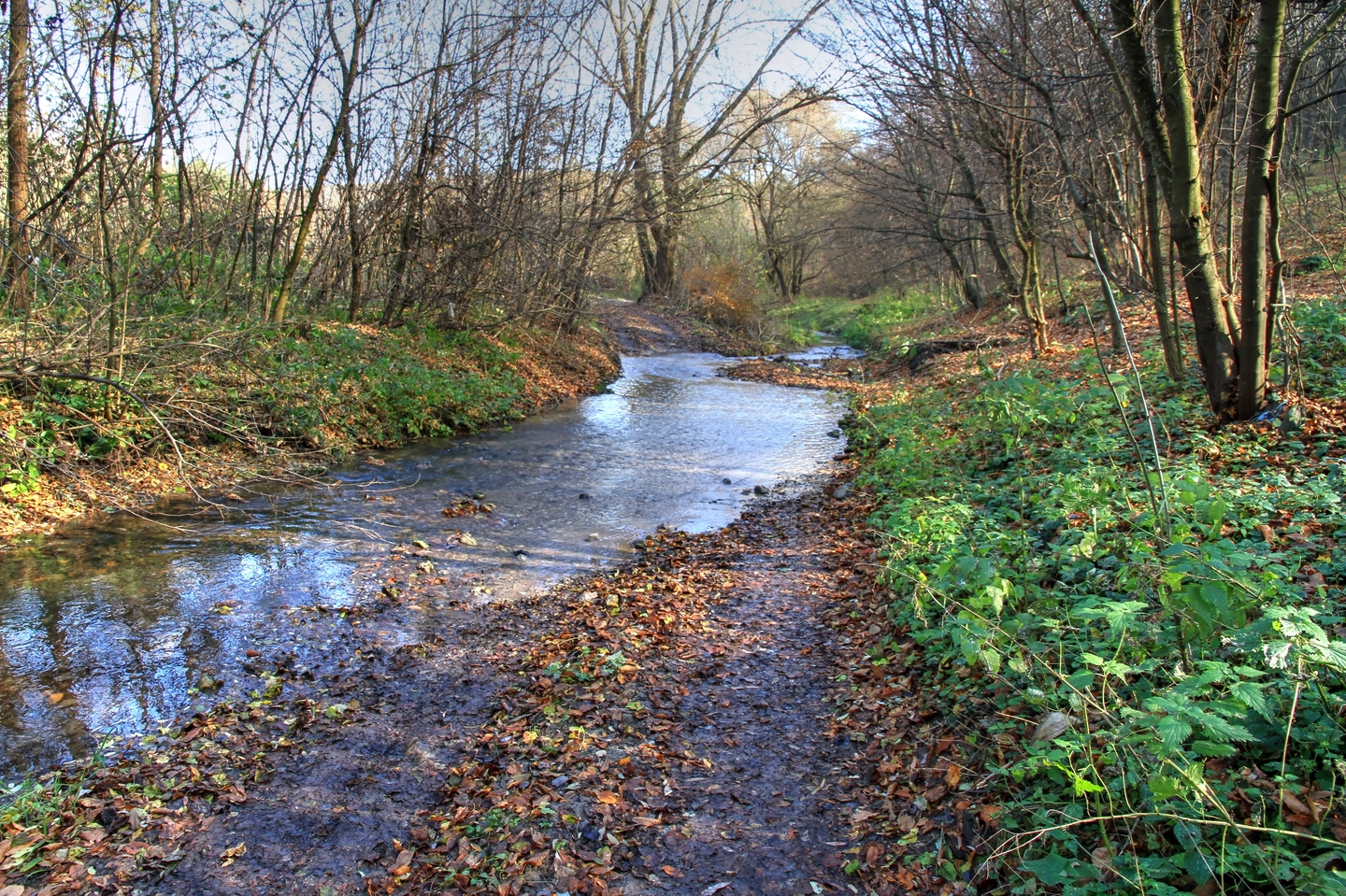
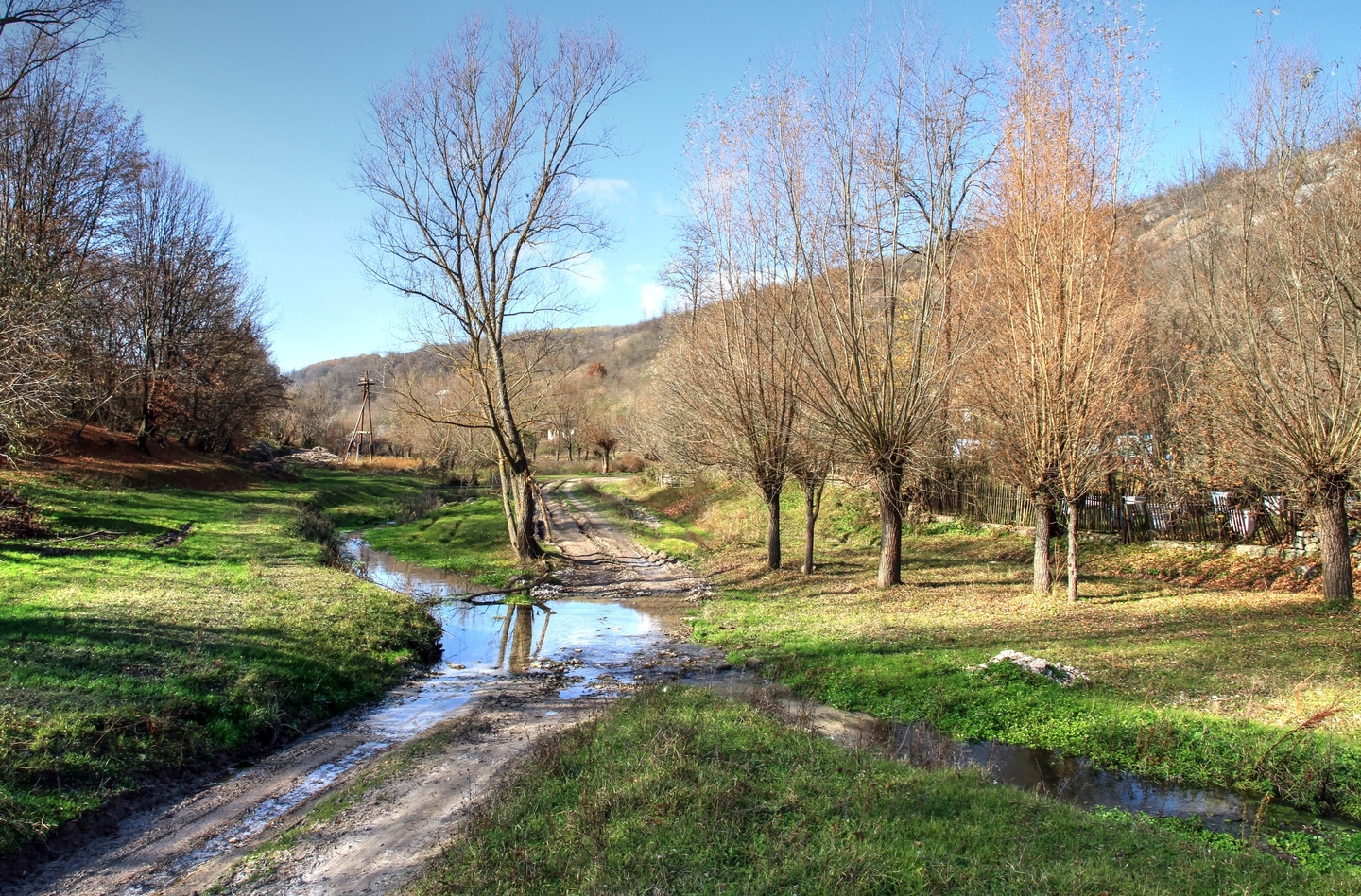